# Лалубер (кантон)
Лалубер (фр. Laloubère, окс. La Lobèra) — кантон во Франции, находится в регионе Юг — Пиренеи. Департамент кантона — Верхние Пиренеи. Входит в состав округа Тарб.
Код INSEE кантона 6534. Всего в кантон Лалубер входят 8 коммун, из них главной коммуной является Лалубер.

## Коммуны кантона
| Коммуна      | Население, чел. (2012) | Почтовый индекс | Код INSEE |
| ------------ | ---------------------- | --------------- | --------- |
| Арсизак-Адур | 507                    | 65360           | 65019     |
| Иис          | 225                    | 65200           | 65221     |
| Лалубер      | 1954                   | 65310           | 65251     |
| Момер        | 694                    | 65360           | 65313     |
| Одос         | 3228                   | 65310           | 65331     |
| Орг          | 1118                   | 65310           | 65223     |
| Сен-Мартен   | 396                    | 65360           | 65392     |
| Су           | 3005                   | 65430           | 65433     |

## Население
Население кантона на 2007 год составляло 10 899 человек.
| 1962 | 1968 | 1975 | 1982 | 1990  | 1999  | 2006  |
| ---- | ---- | ---- | ---- | ----- | ----- | ----- |
| 4990 | 5678 | 7645 | 9148 | 10134 | 10264 | 10769 |